# Bruder und Schwester in Not
Bruder und Schwester in Not ist eine Stiftung der Diözese Innsbruck, die aus der Spendenaktion „Bruder in Not“ hervorging. Als Stiftung der Entwicklungszusammenarbeit und als Spendenorganisation unterstützt Bruder und Schwester in Not Projekte von Partnerorganisationen in Bolivien, El Salvador, Tansania und Uganda.

## Tätigkeitsbereiche
Seit 1961 fördert Bruder und Schwester in Not Projekte der Entwicklungszusammenarbeit von Partnerorganisationen in Lateinamerika und Ostafrika. Dabei achtet die Stiftung sorgsam auf die Erhaltung ihrer schlanken Organisationsstruktur und klarer Arbeitsprozesse. Bruder und Schwester in Not führt selbst keine Projekte durch, sondern arbeitet partnerschaftlich mit regierungsunabhängigen Organisationen, diözesanen Einrichtungen, kirchlichen Basisgruppen und Bildungseinrichtungen zusammen. Verbesserte Lebenschancen für benachteiligte Menschen des globalen Südens sowie Friede, Gerechtigkeit und ein nachhaltiger Umgang mit der Umwelt sind Leitziele der Projektarbeit.
In Tirol engagiert sich die Stiftung in den Bereichen Bildungsarbeit und Anwaltschaft. Die Bildungsarbeit der Stiftung zeigt politische und gesellschaftliche Strukturen der globalen Ungerechtigkeit auf. Ihr Einsatz gilt einem nachhaltigen und zukunftsfähigen Lebensstil der Menschen im globalen Norden sowie der solidarischen Unterstützung der Menschen in den Projektländern des globalen Südens.
Darüber hinaus ist Bruder und Schwester in Not Mitglied der österreichischen Entwicklungsorganisation HORIZONT3000 und unterstützt den Auslandseinsatz von Mitarbeitern in Projekten.

## Adventsammlung
Die Adventsammlung in den Pfarren der Diözese Innsbruck mit dem bekannten Sammelsackerl, das Markenzeichen der Stiftung seit über 50 Jahren, und Direktspenden von Spendern aus Tirol sowie öffentliche Mittel bilden das finanzielle Fundament aller  Tätigkeiten. Der Höhepunkt der Adventaktion ist die Kollekte am 3. Adventsonntag in allen Pfarrgottesdiensten der Diözese Innsbruck.

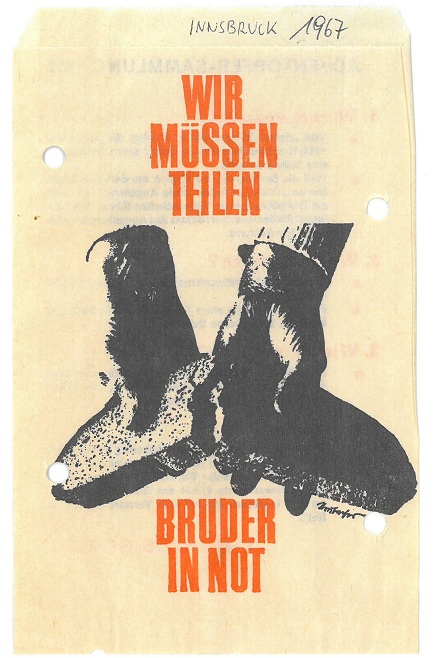
Jahr 1967
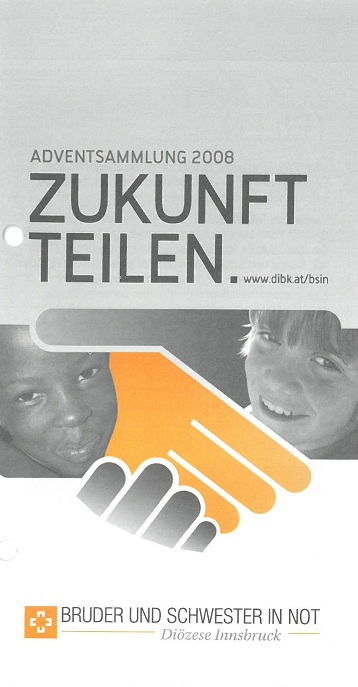
Jahr 2008
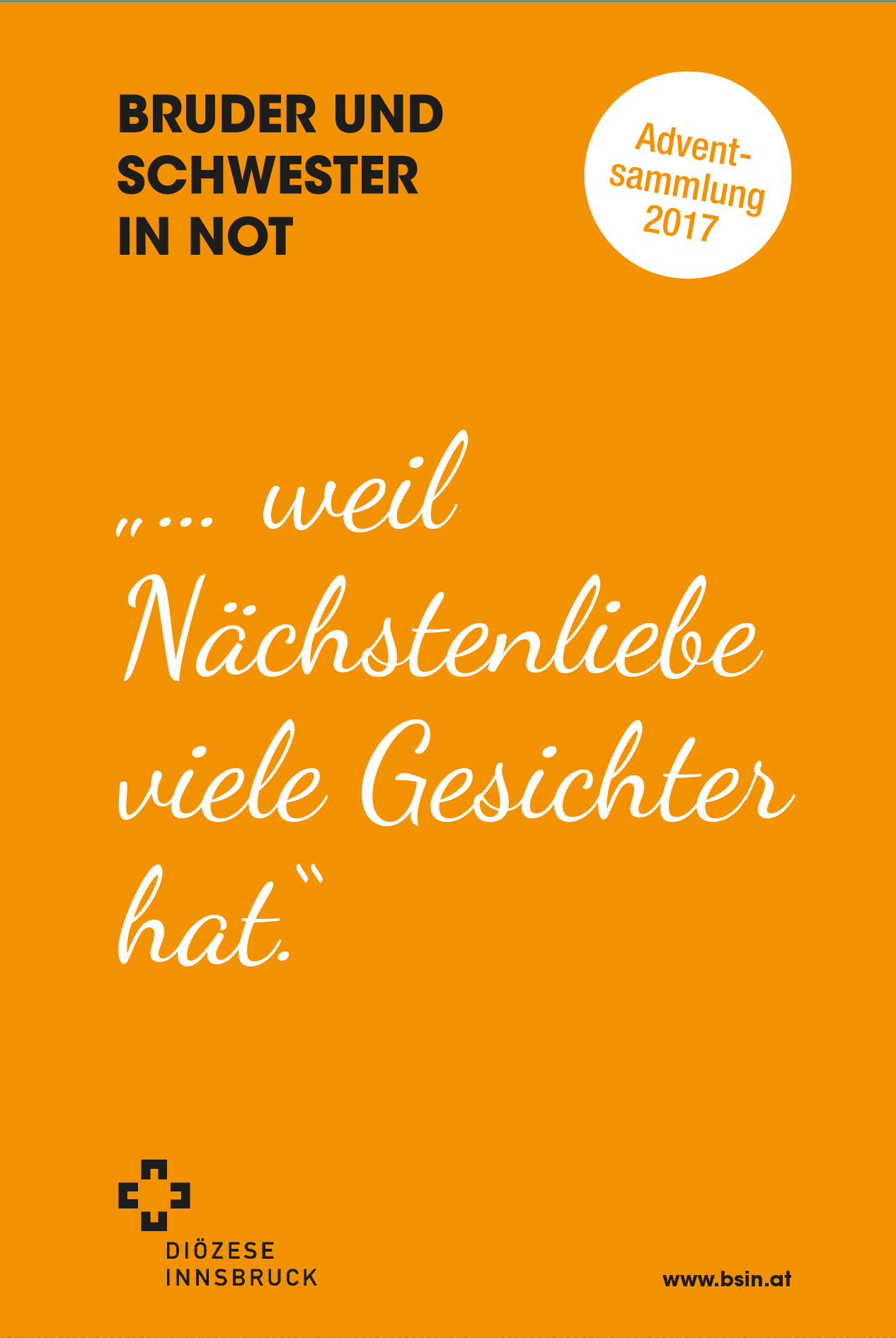
Jahr 2017

## Spendenverwaltung
Bruder und Schwester in Not trägt das Österreichische Spendengütesiegel als Qualitätszeichen für die widmungsgemäße, wirtschaftliche sowie transparente Verwendung der anvertrauten Spendengelder. Die verantwortungsvolle Verwaltung der Spendengelder wird von einem externen und unabhängigen Wirtschaftsprüfungsinstitut jährlich kontrolliert. Über die Verwendung der Spendengelder entscheidet ein unabhängiges Projektkomitee. Die Bescheinigung über die ordnungsgemäße Gebarung ist Voraussetzung für die Erlangung des Österreichischen Spendengütesiegels.
Spenden an Bruder und Schwester in Not sind steuerlich absetzbar.